# Hemicloea
Genre
Hemicloea est un genre d'araignées aranéomorphes de la famille des Trochanteriidae.

## Distribution
Les espèces de ce genre se rencontrent en Australie, en Nouvelle-Zélande et en Nouvelle-Calédonie.

## Liste des espèces
Selon World Spider Catalog (version 19.5, 14/12/2018) :
- Hemicloea affinis L. Koch, 1875
- Hemicloea crocotila Simon, 1908
- Hemicloea limbata L. Koch, 1875
- Hemicloea michaelseni Simon, 1908
- Hemicloea murina L. Koch, 1875
- Hemicloea pacifica Berland, 1924
- Hemicloea plumea L. Koch, 1875
- Hemicloea rogenhoferi L. Koch, 1875
- Hemicloea semiplumosa Simon, 1908
- Hemicloea sublimbata Simon, 1908
- Hemicloea sundevalli Thorell, 1870
- Hemicloea tasmani Dalmas, 1917
- Hemicloea tenera L. Koch, 1876

## Systématique et taxinomie
Ce genre a été déplacé des Gnaphosidae aux Trochanteriidae par Azevedo, Griswold et Santos en 2018.

## Publication originale
- Thorell, 1870 : Araneae nonnullae Novae Hollandie, descriptae. Öfversigt af Königlich Vetenskaps - Akademiens Förhandlingar, vol. 27, p. 367-389.